# タイヨウのうた (曲)
「タイヨウのうた」は、日本の女優、沢尻エリカが、主演するテレビドラマの役名Kaoru Amane名義でリリースしたシングル。2006年8月30日発売。発売元はソニー・ミュージックレコーズ。

## 解説
映画からドラマ化されたTBS系「タイヨウのうた」の劇中歌及び挿入歌。沢尻エリカの歌手デビュー作であるが、本作はドラマの役名"雨音薫"として、Kaoru Amane名義でリリースされている。
沢尻は、女優とアーティストの活動を明確に区別することを希望しており、Kaoru Amaneの公式サイトのプロフィールページには"沢尻エリカ"という文字の記述が一切ないなど、今作はあくまでKaoru AmaneとしてのCDリリースであることを強調している。
今作には表題曲の「タイヨウのうた」のほかに、c/wとして、同ドラマの劇中歌「Stay with me」、「wish」も収録されている。ただし「wish」は歌詞がないインストルメンタルバージョンである。「タイヨウのうた」のPVが収録されたDVD付属の初回限定版は即日完売したが、レコード会社側はあくまでPVは初回版の特典であるとして、追加プレスはされなかった。通常盤は、初回限定版に比べて、PVが付属しないこと以外にもジャケットと収録曲に違いがあり、オリジナル曲のアコースティックバージョンやインストルメンタル版などが収録されていない。
PVには、初回限定版付属のもののほかに、ドラマの映像が組み込まれたバージョンが存在している。発売当初はCS放送などで多くオンエアされ、後にドラマのDVD-BOXの特典映像で、Kaoru Amane PV Special Edition 1とKaoru Amane PV Special Edition 2として収録された。
オリコン週間シングルチャート初登場は2位、2週目の9月18日付でランクアップし、1位を獲得した。初動15万枚を突破し、“女優ソロアーティスト”の歌手デビュー作、歴代初動売上記録を塗り替える大ヒットを記録した。
「タイヨウのうた」はCD発売前に着うたが50万ダウンロードを突破、売り上げは既に1億円を突破しており、新人歌手としては異例で50万ダウンロードは史上初の快挙である。
ドラマ自体は大ヒットとされる視聴率を記録するには至らず（タイヨウのうた#放送日程を参照）、楽曲だけが独り歩きしてヒットした格好となった。販売元の想像を超えるヒットになったためか、発売直後に在庫切れや出荷待ちとなるレコードショップが多数見られた。発売元のソニー・ミュージック側からも、予想を上回るヒットにより出荷が間に合っていないことや、追加発注の予告なども出された。
9月8日放送のテレビ朝日系「ミュージックステーション」のシングルランキング、着うたランキングで共に同時1位を獲得。
9月9日放送のTBS系『COUNT DOWN TV』ゲストライブに、急遽Kaoru Amane名義で出演。沢尻の音楽番組初出演となった。2007年12月8日に沢尻がERIKA名義で同番組に出演する以前での唯一の地上波音楽番組出演でもある。
収録曲が7曲もある（初回盤のみ）ため、オリコンでは初めシングル扱いされていなかった。
オリコン及びサウンドスキャンジャパンの集計で、2006年リリースの女性アーティストのシングルでは売り上げトップを記録した。
2007年8月現在、CD売上80万枚、ダウンロード販売210万件を記録。また2006年シングル売上ランキングの10位。

## 記録
- 本作がオリコンにて塗り替えた記録は以下の通り。
  - 女優の歌手デビュー作、最高初動売上記録（それまでの記録は内田有紀の「TENCAを取ろう! -内田の野望-」）
  - 女優の歌手デビュー作、9年5ヶ月ぶりのTOP3入り （2006年9月11日付、広末涼子以来）
  - 女優の歌手デビュー作、11年11ヶ月ぶりの首位獲得 （2006年9月18日付、内田有紀以来）
  - 女優の歌手デビュー作、16年11ヶ月ぶりの初登場から5週連続でのTOP3入り （宮沢りえ以来）
  - 女優の役名名義の作品として、3年6ヶ月ぶりの首位獲得 （RUI以来）
  - 女性アーティストのデビューシングルとして、史上初の初登場から5週連続TOP3入り
  - デビューシングルとして、16年4ヶ月ぶりの返り咲き首位獲得 （1度週間チャートで1位から下降した後、再びの1位獲得。たま以来）[2]

## 収録曲

### 初回限定盤収録曲
1. タイヨウのうた（作詞・作曲:白鳥マイカ）
テレビドラマ「タイヨウのうた」の中では作詞・作曲を雨音薫が担当した設定になっている。
2. Stay with me（作詞:永井真理子 / 作曲:COZZi）
タイトル曲と同じく、ドラマの中では雨音薫作詞・作曲の設定である。
3. タイヨウのうた <acoustic version>
4. Stay with me <acoustic version>
5. wish <original instrumental>（作曲:川口大輔）
ドラマの中では歌詞付きで歌われており、登場人物のひとり橘麻美（演者は松下奈緒）が作詞・作曲した設定になっている[8]。その本当の作詞は松尾潔が担当した。
6. タイヨウのうた <instrumental>
7. Stay with me <instrumental>

### 通常盤収録曲
1. タイヨウのうた
2. Stay with me
3. wish <original instrumental>

## 「タイヨウのうた」のカバー
この曲を作詞作曲した白鳥マイカが、2007年9月12日発売のアルバム「陽光線―hikousen―」にてセルフカバーした。